# Театр Геймана
Театр Геймана — київський театрально-розважальний комплекс початку 20-го століття, в приміщенні якого в різні часи працювали трупи таких відомих театрів як Театр «Ведмідь», Театр-вар'єте «Аполло», Державний драматичний театр, оперний театр «Музична драма», Театр Київського військового округу.
Театр приймав на своїх підмостках відомі й аматорські театральні колективи, тут відбувалися суспільні події в житті громади Києва. З 1911 приміщення театру орендувалось «Новим театром» антрепренера В. М. Дагмарова.
Тут діяли Дворянський клуб, клуб заводу «Арсенал», популярний комсомольський клуб, клуб спілки працівників радянських установ.
В 1941 він був зруйнований під час підриву Хрещатика і пожежі в центрі міста. На місці колишнього театру після війни побудовано житловий будинок.

## Зачатки
Театр Геймана був побудований в перші роки 20 століття на вулиці Мерінгівській № 8 (нині вулиця Заньковецької). В кам'яному триповерховому будинку розміщувався Дворянський клуб, кафешантан (ресторан з відкритою сценою) «Аполло». Тут виступали артисти вар'єте, діяли оперні і театральні курси.
Театр названий за прізвищем підприємця Я. М. Геймана. Він будувався в епоху розбудови міста, яку спонукало жваве економічне та культурне життя городян, особливо на ті часи здобули популярність театральні антрепризи заїжджих акторів з Петербурга та Москви, місцеві театральні групи також розпочали свою активну діяльність на поприщі лицедійства. Купець родини Гейманів вирішив скористатися вдалою тогочасною кон'юнктурою й збудував на викупленій ділянці залу-театр на 600 місць з підсобними приміщеннями, маючи надію на успішну експлуатацію театральними трупами та демонстрацією кінострічок.

## Театр «Ведмідь»
З 1906 року тут працював театр, який в народі називали театр «Ведмідь» (від прізвища антрепренера і відомого оперного тенора Михайла Юхимовича Медведєва (1852–1925)). Медведєв був солістом Київської Російської опери (нині — Національна опера України імені Тараса Шевченка), Большого і Маріїнського театрів (Москва, Петербург), першим виконавцем ролі Ленського в опері «Євгеній Онєгін», найкращим, на думку Петра Чайковського, виконавцем ролі Германа в опері «Пікова дама».
З 1905 року він ще й вів педагогічну роботу в Києві, відкривши у приміщенні Театру Геймана «Вищі оперні й драматичні курси з обов'язковим інструментальним відділенням» (діяли до 1917 року).
Випускниками курсів були — бас Григорій Пирогов (1885-1931), знаний драматург-режисер Всеволод Мейєрхольд. Силами учнів курсів Михайло Медведєв спільно з Музично-драматичною Школою Миколи Лисенка ставив музично-драматичні і драматичні спектаклі.

## Державний драматичний театр
25 серпня 1918 року гетьманський уряд затвердив законопроєкт про заснування у Києві Державного драматичного театру, а восени київські глядачі в Театрі Геймана побачили драму-феєрію Лесі Українки «Лісова пісня», відтоді ця вистава стала візитівкою театру.
Колектив очолювали режисери — Борис Кривецький (Крживецький) (директор) і Олександр Загаров (головний режисер).
Склад трупи: І. Мар'яненко, Ф. Левицький, І. Замичковський, Г. Борисоглібська, Л. Гаккебуш, С. Каргальський, Є. Коханенко, О. Зініна, П. Коваленко, М. Тінський, Є. Сидоренко, С. Паньківський, І. Садовський, Г. Пелашенко, П. Тернюк, М. Морська та інші.
Невдовзі трупу театру поповнили випускники Музично-драматичного інституту імені М. В. Лисенка: Д. Антонович, О. Сердюк, Ф. Радчук, К. Осмяловська, К. Мельник (Загорянська), В. Маслюченко та інші.
У репертуарі: «Лісова пісня» Лесі Українки (вперше на українській сцені), «Візник Геншель» і «Ткачі» Гауптмана, «Привиди» та «Основи суспільності» Ібсена, «Тартюф» Мольєра, «Мірандоліна» Гольдоні та ін.

## Перший театр Української Радянської Республіки імені Шевченка
А вже 15 березня 1919 року — другий день народження цього театру, пов'язаний із наказом уже тепер радянської влади: «про націоналізацію київських театрів» і перейменуваням театру у «Перший театр Української Радянської Республіки імені Шевченка». Він об'єднав акторів Державного драматичного театру та Молодого театрів. Очолили збірний колектив Лесь Курбас та Олександр Загаров.
На підмостках театру співіснували, з одного боку реалізм «Ревізора», поставленого Загаровим, з другого — умовність, новаторський пошук Курбаса у «Гайдамаках». Такі різні театри й несхожі режисери не могли ужитися на одній сцені. 1920 року кожен пішов своїм шляхом, одна частина трупи залишилася з Курбасом й творила його театр, інша частина зайнялася антрепризними-гастрольними постановками, мандруючи шість літ по Україні.

## Театр Щорса з одноактовою п'єсою «кулемет-Максим»
У лютому 1919 року, коли на Київ почали потужний наступ війська більшовиків, зокрема Богунський і Таращанський полки, у місті виникла справжня паніка. Ті, у кого лежали гроші на депозитах, поспішали в контору Держбанку на вулиці Інститутській, щоб забрати свої кревні. Вони знали, що швидкий прихід радянської влади особисто їм нічого позитивного не обіцяє. За рік до цього, у січні-лютому 1918 року, «червоні» уже господарювали в місті і їх «репертуар» кияни вивчили назубок: конфіскація в населення коштів і нерухомості («законною» підставою міг слугувати папірець, написаний від руки яким-небудь тупуватим швондером із ЧК), націоналізація крамниць і підприємств (на тій же підставі), нічні пограбування нетверезими червоноармійцями квартир заможних киян. Тому багато вкладників, побачивши, що війська Директорії спішно залишають місто, вирішили не чекати, коли більшовики розправляться з їхніми депозитами.
5 лютого 1919 року Київ захопила Червона армія, комендантом міста став 24-літній командир 2-ї бригади Микола Щорс. Наступного дня новоявлений керівник міста, прогарцював в контору Держбанку, ціль його візиту була очевидна — гроші і бажано — побільше. Співробітники банку нічим не могли йому зарадити, бо грошей однаково немає, тому що вони зняті вкладниками. Тоді Щорс зажадав, щоб банк змусив заможних клієнтів повернути заощадження. Йому заперечили, що банк не має таких повноважень. Щорс здивувався м'якотілості старорежимних співробітників і зажадав надати списки багатих вкладників із вказівкою домашніх адрес. Ранком списки були відправлені в комендатуру. Там кожному «грошовому мішку» виписали персональне запрошення з'явитися на збори вкладників, що відбудуться в приміщенні Театру Геймана по вулиці Мерингівській, 8. Наприкінці була примітка: у випадку ігнорування одержувач буде заарештований, а для більшої переконливості повістки розносили вкладникам червоноармійці із гвинтівками.
Всі запрошені прибули вчасно, зал на 600 місць був заповнений вщерть. У дорогих костюмах, замовлених у найкращих європейських кравців, поважно сиділи представники знаних купецьких династій — Терещенків, Бродських, Кульженків, Марголіних, Балабухів, Крістерів, Дегтярьових, Слинко, Маршаків, Гудим-Левковичів, Ідзиківських, Зайцевих, Торліних…
Нарешті відкрилася завіса, оголивши темну і порожню сцену. Присутні здивовано переглянулися, через мить різко спалахнули софіти, заливши підмостки яскравим світлом. Через лаштунки вийшов Щорс із кулеметом системи «Максим» і рішучими рухами заправивши стрічку з патронами, ліг на підлогу і мовчки навів «залізного агітатора» на тих, що зібралися… Зал заціпенів. Тиша запанувала в буквальному значенні мертва, ніхто не знав: у наступну секунду пролунає черга чи ні.
Щорс уважно розглянув товстосумів через щілину прицілу. Потім устав і, не вимовивши жодного слова, вийшов за лаштунки. Спектакль одного актора було закінчено, усі залишилися живі. Однак пережитий шок справив «правильне» враження на вкладників, уже наступного ранку необхідні більшовикам гроші були повернуті в банк. Таким бенефісом закінчилася єдина вистава Театру Щорса в Театрі Геймана.

## Оперний театр «Музична драма»
За першого панування більшовиків в Театрі Геймана було відкрито під гучною назвою «оперний театр» «Музична драма», який став «Першим українським радянським оперним театром», створеним всеукраїнським музично-театральним комітетом. Тут працювали: режисерами — М. Бонч-Томашевський (головний) і Лесь Курбас, художнім керівником — композитор Я. Степовий, балетмейстер — М. Мордкіна, головним художником — А. Петрицький. До складу трупи входили вокалісти Л. Собінов, М. Литвиненко (М. Литвиненко-Вольгемут), М. Скибицька, О. Петляш, П. Цесевич, С. Бутовський та ін, художник О. Хвостенко-Хвостов.
Театр відкрився 28 липня виставою «Утоплена» Миколи Лисенка. Колектив «Музичної драми» підготував також балет «Азіаде» Йосипа Гютеля, опери «Галька» Монюшко і «Тарас Бульба» Миколи Лисенка (опери не були показані глядачам, оскільки на початку вересня 1919 року театр закрили у зв'язку з окупацією Києва денікінцями).

## Театр Київського військового округу
У 1933 році «Театр Київського військового округу» отримав постійне приміщення на вул Мерінгівській № 8 (будинок Гейманового Театру). Цей театр військовиків був заснований в 1931 році й на своїх початках це була аматорська театральна трупа, яка, згодом, наповнилася професійними акторами, а по визначенні постійного місця перебування-дислокації, театр здобув популярності і надбав багатьох відомих акторів.
В залежності від перейменування округу, театр носив різні назви: Всеукраїнський Театр Червоної Армії (ВТКА), Театр Українського воєнного округу (УВО), Театр Київського особливого військового округу (КОВО).
З початку військових дій 1941–1944 років, театр показував спектаклі на фронті, але по звільненню Києва, йому не судилося повернутися до свого приміщення, оскільки воно було знищене в часи окупації.
Свої театральні сезони на «Мерінгівській», театр відкрив 29 грудня 1933 року постановкою «Міжбурьє» за п'єсою Д. Курдіна. В театрі працювали народний артист УРСР Б. Норд (художній керівник), заслужений артист УРСР Юхим Лішанський, художники — В. Борисовець, М. Уманський, композитор — заслужений діяч мистецтв УРСР І. Віленський. До складу трупи входили А. Аркадьєв (згодом народний артист СРСР), Д. Голубинський (народний артист УРСР), Т. Інсарова, Г. Полежаєв (народний артист УРСР) та інші.
У репертуарі театру: «Інтервенція» Л. Славіна, «Східний батальйон» П. Тур та І. Прута, «Аристократи» М. Погодіна, «Далеке» О. Афіногенова, «Земля» Н. Вірт, «Неспокійна старість» Л. Рахманова, «Сірано де Бержерак» Е. Ростана, «Гамлет» Вільяма Шекспіра.